# Silas Bent
Silas Bent (Saint-Louis (Missouri), 10 octobre 1820-Shelter Island, 26 août 1887), est un officier de marine de l'U.S. Navy et océanographe américain. 
Silas Bent qui a navigué à la fois dans l'Atlantique et dans le Pacifique, est célèbre pour ses contributions à l' océanographie qui ont été publiées par la Marine. Au début de la guerre civile américaine, il démissionne car sa sympathie est alors pour la cause du Sud.

## Biographie
Silas Bent, troisième du nom est le fils d'un juge de la Cour suprême du Missouri, également appelé Silas. La famille est originaire de la colonie de la baie du Massachusetts. Il épouse Ann Elizabeth Tyler de Louisville (Kentucky) le 5 novembre 1857 dont il a trois enfants : Mary Lawrence Bent, Lucy (Bent) McKinley et Silas Bent IV, futur journaliste. 
Bent entre dans la marine comme midshipman à 16 ans et y servira durant vingt-cinq années, se spécialisant dans les études océanographiques. Il traverse ainsi cinq fois l'océan Atlantique, deux fois l'océan Pacifique, passe quatre fois le Cap Horn et une fois le Cap de Bonne-Espérance.
En 1849, il fait partie du Preble qui voyage au Japon, à Nagasaki pour y libérer dix-huit marins américains naufragés que les Japonais ont emprisonnés. Lieutenant sur le Mississippi, navire amiral de Matthew Perry lors de l'expédition au Japon (1852-1854), il réalise des relevés hydrographiques des eaux japonaises dont les résultats sont publiés par le gouvernement en 1857 dans les Sailing Directions and Nautical Remarks: by Officers of the Late U.S. Naval Expedition to Japan. 
Il démissionne de la marine le 25 avril 1861 lorsqu'éclate la guerre civile américaine par sympathies pour la cause des Sudistes.

## Hommages
- L'USNS Silas Bent (T-AGS-26) en mars 1964 et la Silas Bent-class survey ship ont été nommés en son honneur.